# Tatort: Kehraus
Kehraus ist ein Fernsehfilm aus der Krimireihe Tatort. Der vom Bayerischen Rundfunk produzierte Beitrag ist die 1191. Tatort-Episode und wurde am 27. Februar 2022 im ORF, im SRF, und, fünfzehn Minuten später als vorgesehen nach einem Brennpunkt zum russischen Überfall auf die Ukraine, im Ersten ausgestrahlt. Das Münchner Ermittlerduo Batic und Leitmayr ermittelt in seinem 89. Fall.

## Handlung
Es ist Faschingszeit in München. 
Auf einer Treppe am Isarhochufer wird die Leiche eines älteren Mannes gefunden. Sein Hemd ist zerrissen. Er hatte vorher in „Irmis Stüberl“ eine Auseinandersetzung mit einem als Indianer kostümierten Faschingsgast. Die Kommissare Leitmayr und Batic ermitteln, dass die als Rotkäppchen verkleidete Silke Weinzierl den Toten kannte. Er war der Gold- und Antiquitätenhändler Hans Lichnowsky.
Weil Weinzierl ihre Miete nicht bezahlen konnte, wurde sie aus ihrer Wohnung delogiert. Ihr ehemaliger Mann möchte das alleinige Sorgerecht für ihren gemeinsamen 14-jährigen Sohn Leo erstreiten. Leo allerdings will bei seiner Mutter leben. 
Lichnowsky, der Weinzierl bei sich hatte übernachten lassen, stand kurz vor einer Reise nach Südafrika. Bei mehreren Reisen zuvor hatte er dort Gold gekauft, anscheinend ein Geschäft, um Geld zu waschen. Den 7-stelligen Bargeldbetrag, mit dem er diesmal Gold kaufen wollte, kann die Polizei in seiner Wohnung allerdings nicht finden.
Inzwischen hat die Polizei den als Indianer verkleideten Gast ausfindig gemacht.
Weinzierl hat die Brieftasche und Autoschlüssel des Toten an sich gebracht. In dessen Auto findet sie einen Geldkoffer. Mit dem Geld nimmt sie sich eine Suite in einem Luxushotel. Dort nimmt Batic sie fest.
Überraschend stellt sich heraus, dass die DNA auf dem Hemd des Toten von einem Hund stammt. Die Zeugin, die die Polizei gerufen hatte, hatte ihren aggressiven Schäferhund ohne Leine ausgeführt. Anscheinend hat er Lichnowsky angesprungen und die Treppe hinuntergestoßen. Dabei wurde dieser getötet.
Die Kommissare müssen Weinzierl gehen lassen, obwohl sie jetzt in großer Gefahr ist, weil die Bande, die das Geld waschen wollte, sie suchen und finden wird. Zwei Männer schlagen Weinzierls Ex-Mann zusammen und bedrohen ihren Sohn, um die Herausgabe des Geldes zu erpressen. In ihrer ehemaligen Wohnung baut sie eine versteckte Kamera auf und trifft sich mit den Bandenmitgliedern. Diese misshandeln sie; dabei verstirbt sie. Die Kommissare können die Kriminellen festnehmen und werden sie aufgrund der Videoaufnahmen vor Gericht bringen.
Was die Kommissare nicht mitbekommen: Weinzierl hat das Geld einem früheren Freund, der jetzt Anlageberater ist, zur Verfügung gestellt, damit dieser es für ihren Sohn Leo anlegt.

## Hintergrund
Der Film wurde vom 9. November 2020 bis zum 9. Dezember 2020 in München und Umgebung gedreht. 
Irmis Stüberl ist das (inzwischen geschlossene) Roy am Sendlinger Tor.

## Rezeption

### Kritiken
Der Stern urteilte: „Spannender Fall, tolles Team, sehr starkes Schauspielerensemble, viel Regionalbezug, schöner Spannungsbogen, unglaublich dramatisches Ende und die ein oder andere unvorhersehbare Wendung während der 90 Minuten. Fertig ist ein extrem starker ‚Tatort‘.“
Christian Buß wertet für den Spiegel und schrieb: „Es gelingt dem ‚Tatort‘-Team […] leider nicht, den Post-Party-Plot zu einem starken Psychogramm auszuformulieren. So wie die Antiheldin immer wieder den Kommissaren ausbüxt, kriegt auch das Publikum sie nicht recht zu fassen. Was unter anderem damit zu tun hat, dass in das graue Kater-München, damit es nicht zu langweilig wird, unvermittelt eine wuchtige Crime-Story gebaut wird, bei der es um niederländische Gangster und südafrikanisches Gold geht.“
Bei der Süddeutschen Zeitung meinte Holger Gertz: „Das Stück lebt sehr vom präzisen Spiel der Nina Proll als Überlebenskämpferin Weinzierl, deren Schicksal noch mehr Raum hätte bekommen können. Stattdessen wird aber unter anderem eine Geldwäsche-Geschichte in die Handlung gepackt, und damit gehört dieser Tatort dann doch zu den Episoden, die sich zu viel vornehmen, er will Psychogramm und Milieustudio und harter Thriller und leichte Lokalkomödie sein.“
Volker Bergmeister urteilte für Tittelbach.tv: „Fasching in München, kein Virus weit und breit. So hat der ‚Tatort – Kehraus‘ (BR, Lieblingsfilm) fast etwas Nostalgisches. Einen Tag vor Rosenmontag passt der Krimi bestens in den Kalender, aber nicht recht in die Corona-Zeit. Das ist gewöhnungsbedürftig. Eine famos aufspielende Nina Proll als ehemalige Faschingsprinzessin nimmt uns Zuschauer mit in eine Welt der zerplatzten Träume. Das Faschingswochenende will sie für ein kurzes Entfliehen aus ihrer tristen Realität nutzen. Dabei gibt es einen Toten, jede Menge Kohle und eine große Chance. Doch es kommt ganz anders für sie. Und das Ende dieses spannenden, tragischen und melancholischen Krimis von Regisseurin Christine Hartmann hat es in sich.“

### Einschaltquoten
Bei der Erstausstrahlung von Kehraus am 27. Februar 2022 verfolgten in Deutschland insgesamt 8,90 Millionen Zuschauer die Filmhandlung, was einem Marktanteil von 27,4 Prozent für Das Erste entsprach. In der als Hauptzielgruppe für Fernsehwerbung deklarierten Altersgruppe von 14–49 Jahren erreichte der Tatort 1,90 Millionen Zuschauer und damit einen Marktanteil von 22,7 Prozent in dieser Altersgruppe.